# Braemar Castle

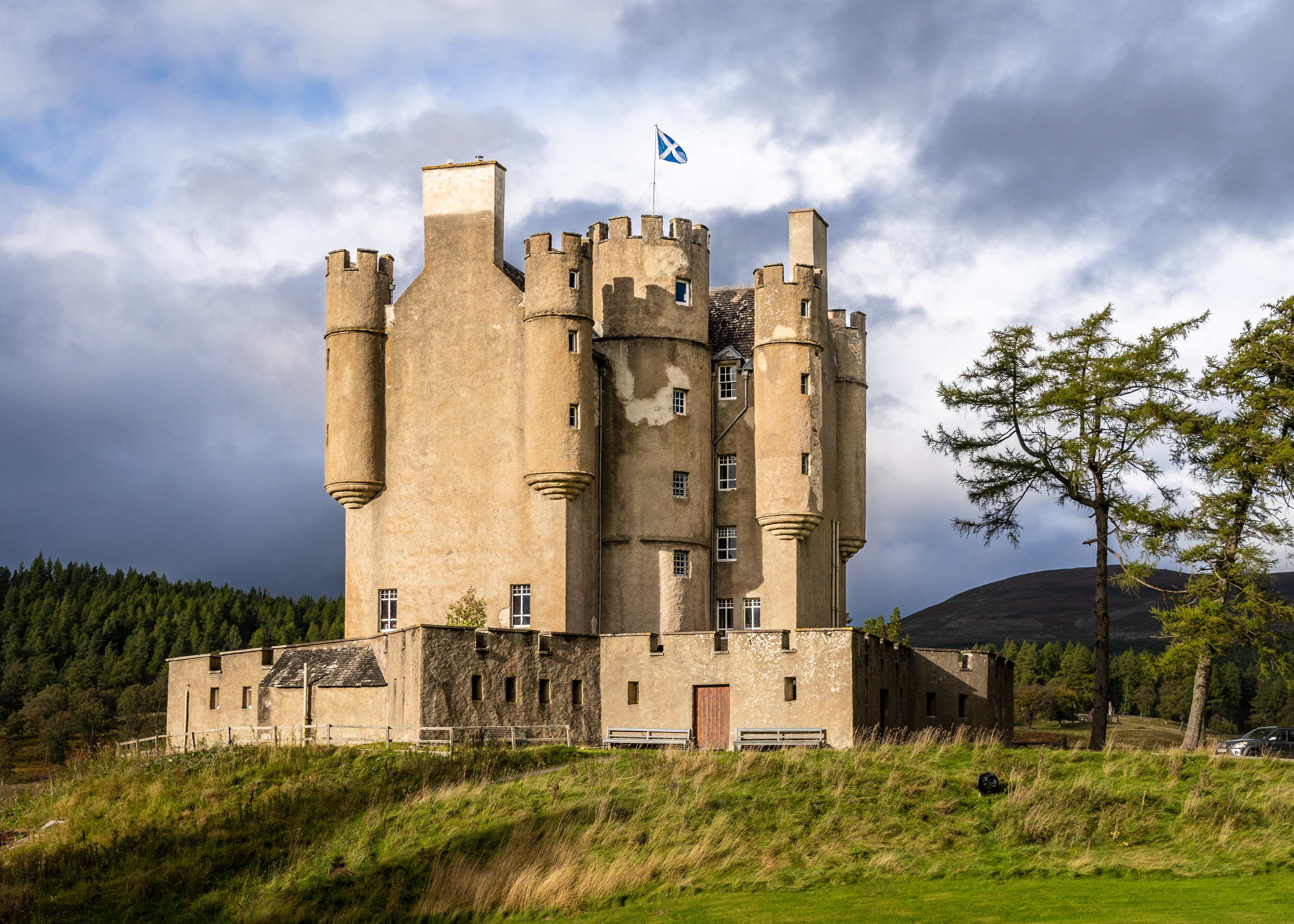
Braemar Castle

Braemar Castle ist ein Schloss im Hochtal des schottischen Flusses Dee auf dem Gebiet Braemars in der Council Area Aberdeenshire. Das Bauwerk ist als Denkmal der höchsten Kategorie A geschützt.

## Geschichte
Braemar Castle wurde ab dem Jahr 1628 durch John Erskine, 18. Earl of Mar, Schatzmeister von Jakobs VI., errichtet. Das Schloss diente als Jagdschloss für ausgedehnte Jagdpartien des schottischen Königs, aber auch als Bollwerk gegen die zunehmende Macht des nach England orientierten Clan der Farquharsons.
1689 gelang es den Farquharsons unter Führung von John Farquharson, the Black Colonel of Inverey, die Burg zu erobern und niederzubrennen.
John Erskine, 23. Earl of Mar, führte den Jakobitenaufstand von 1715 an. Nach der Niederschlagung dieser Revolte wurde Braemar Castle von der Krone beschlagnahmt und als Belohnung an den Clan Farquharson übergeben. Die Burg blieb jedoch bis 1748 eine Ruine; danach wurde sie unter der Auflage, sie neu aufzubauen, für eine Jahresmiete von 14 £ an die Krone verpachtet, die sie als Garnison für Hannoveraner Truppen nutzte.
Ein Bericht aus dem Jahr 1800 schildert Braemar Castle als Burg mit intaktem Burggraben. 1831 wurde die stationierte Garnison aufgelöst und die Burg dem Clan Farquharson zurückgegeben. Unter Leitung des 12. Laird of Invercauld begann der Umbau zu einem Wohnhaus, in dem auch Königin Victoria vor ihrem Umzug nach Balmoral Castle residierte, wenn sie die Highland Games in Braemar besuchte.
2006 wurde Braemar Castle, welches sich weiterhin im Besitz des Clan Farquharson befindet, der Öffentlichkeit übergeben. Die Burg ist seit 2008 für Besucher freigegeben und wird heute von Freiwilligen betreut; die Einnahmen fließen in einen örtlichen Wohltätigkeitsverein.

## Aufbau
Braemar Castle ist ein typisches Beispiel des L-Plan-Burgenbaus zur Mitte des 18. Jahrhunderts. Sternförmig zieht sich eine Ringmauer als Bastion um die Burg; diese Anforderung entsprach dem Wesen seiner Zeit und den Vorgaben der Baumeister zur Verteidigung gegen Artilleriebeschuss (siehe dazu auch Vauban).
Der Hauptturm der Burg ist fünf Stockwerke hoch, aus Granit erbaut und umschließt einen teilweise sichtbaren, runden Treppenturm. Das Eingangsportal und viele der Gitter vor den Fenstern sind noch original.
Das Erdgeschoss mit steinerner Gewölbedecke beinhaltet einen vergitterten Zugang zum Kellerverlies, den Raum der Wachen, die Munitionskammer und die originalen Kochstellen, die in Nischen in den Außenwänden eingearbeitet sind. Eine zweite Küche wurde in viktorianischer Zeit eingebaut.
Die drei darüber liegenden Stockwerke bestehen jeweils aus einem großen Raum im Haupt- und einem kleinen Raum im Nebenturm. Es sind dies im ersten Stock der Dining Room und der Morning Room; im zweiten Stock findet man The Laird's Day Room und der Rose Room. Zwischen diesen liegt ein kleines, im Jahr 1901 eingebautes Bad. Im dritten Stock liegen der Drawing Room, in dem frühe Formen von Graffiti der Hannoveraner Truppen an den Fensterläden zu finden sind; sowie der Four Poster Bedroom. Im vierten Stock findet man, abweichend vom Schema, drei Räume: der Ladies Guest Bedroom, der Gentlemans Guest Bedroom sowie der Principal Bedroom. Die beiden oberen Stockwerke wurden bis zuletzt von Mitgliedern der Familie Farquharson bei ihren Besuchen genutzt.
Die Innenräume sind mit Stuckdecken und Holzpaneelen im viktorianischen Stil reich verziert; das strenge Äußere der Burg wird durch kleine Erkertürme aufgelockert.